# ジガバチソウ
ジガバチソウ（似我蜂草、学名：Liparis krameri）は、ラン科クモキリソウ属の地生または着生の多年草。

## 特徴
偽球茎は球形で緑色、枯れた鱗片に包まれ、ほとんどが地上部に出る。葉は前年の偽球茎の側方から2個が向かい合って出る。葉は広卵形で先端はやや鋭頭になり、長さ3-8cm、幅2-4cm、基部は狭くなり葉柄となる。葉の縁は縮れ、葉脈は横に走る2次脈が目立つので網目模様がはっきりする。
花期は5-7月。花茎は直立し、高さ8-20cmになり、10-20個の花をつける。花は淡緑色から黒褐色まで連続的な変異があり、淡緑色のものを品種として区別する場合がある。花の基部に長さ1-1.5mmの微小な三角形の苞がある。背萼片および側萼片は線形で先端は鋭頭、長さ10-12mmになる。側花弁は糸状で反曲し、先端は鋭頭、長さ8-10mmになる。萼片と側花弁は緑色に紫褐色を帯びる。唇弁は長さ6-8mmになり、黄緑色で紫褐色の筋があり、先端は急に曲がって下垂してとがり、舷部は狭倒長楕円形になり、縁はわずかに反曲する。蕊柱は淡緑色で長さ約2mmになり、葯帽は黄色になる。

## 分布と生育環境
日本では、北海道、本州、四国、九州に分布し、亜寒帯から暖温帯の山地の林下に生育し、まれに朽木上や岩上の苔に着生する。国外では朝鮮半島に分布する。

## 名前の由来
ジガバチソウは「似我蜂草」の意で、花の姿を蜂のジガバチに見立てたもの。
種小名 krameri は、ベルギーの園芸家で日本植物を採集したクラメルへの献名。

## 下位分類
- フクリンジガバチソウ Liparis krameri Franch. et Sav. f. albomarginata J.Ohara[7] - 葉の周囲が白色のもの[4]。
- アオジガバチソウ Liparis krameri Franch. et Sav. f. viridis Makino[8] - 花が紫色を帯びず、淡緑色のもの[2][6]。これに対し紫色の基本種をクロジガバチソウという[4]。
- ヒメジガバチソウ Liparis krameri Franch. et Sav. var. shichitoana Ohwi[9] - 伊豆七島に分布し、基本種より小型な変種[4]。基本種と区別しない考えもある[9]。絶滅危惧IB類(EN)（2015年、環境省）。

## ギャラリー

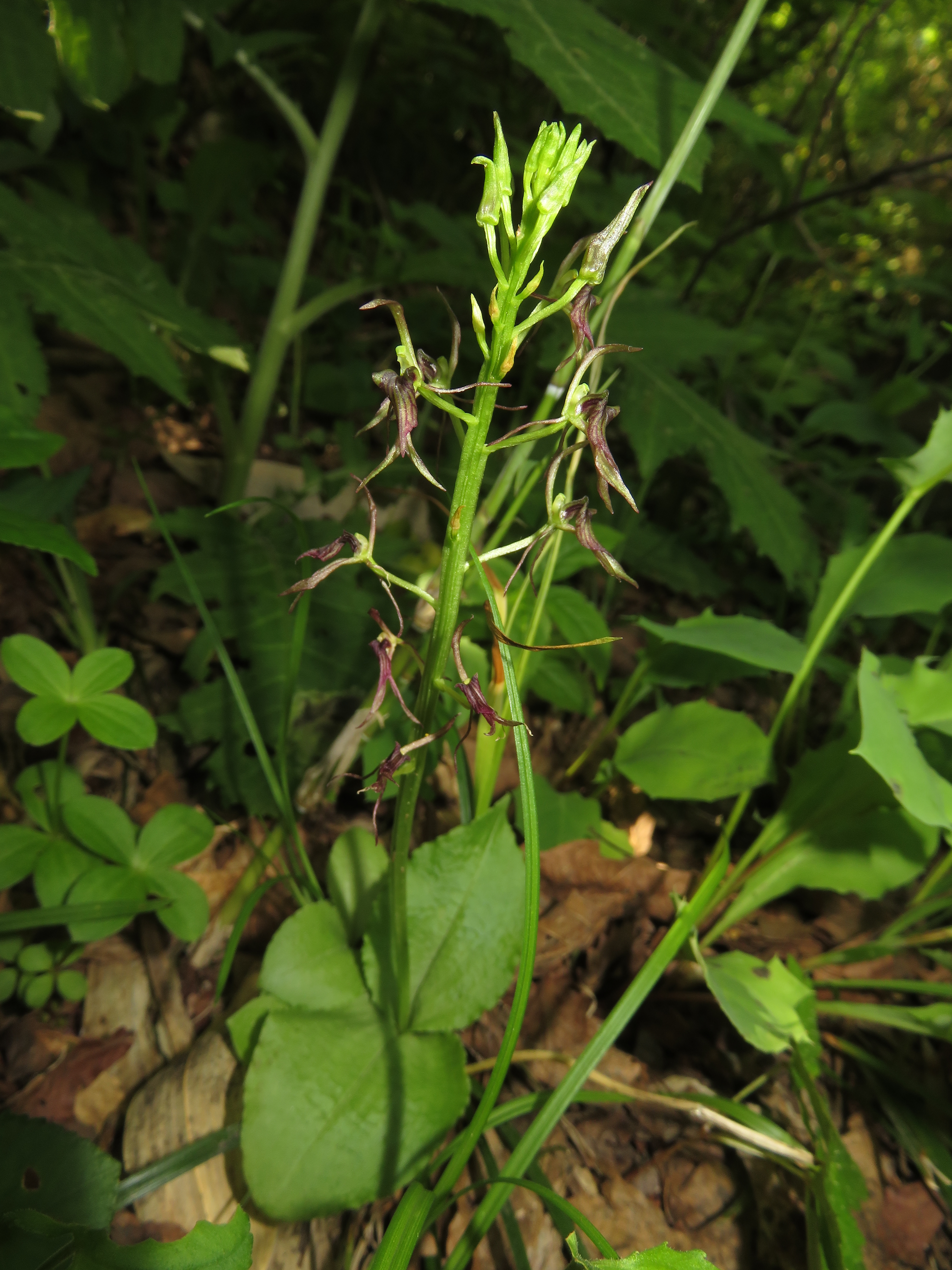
花色に変異がある。
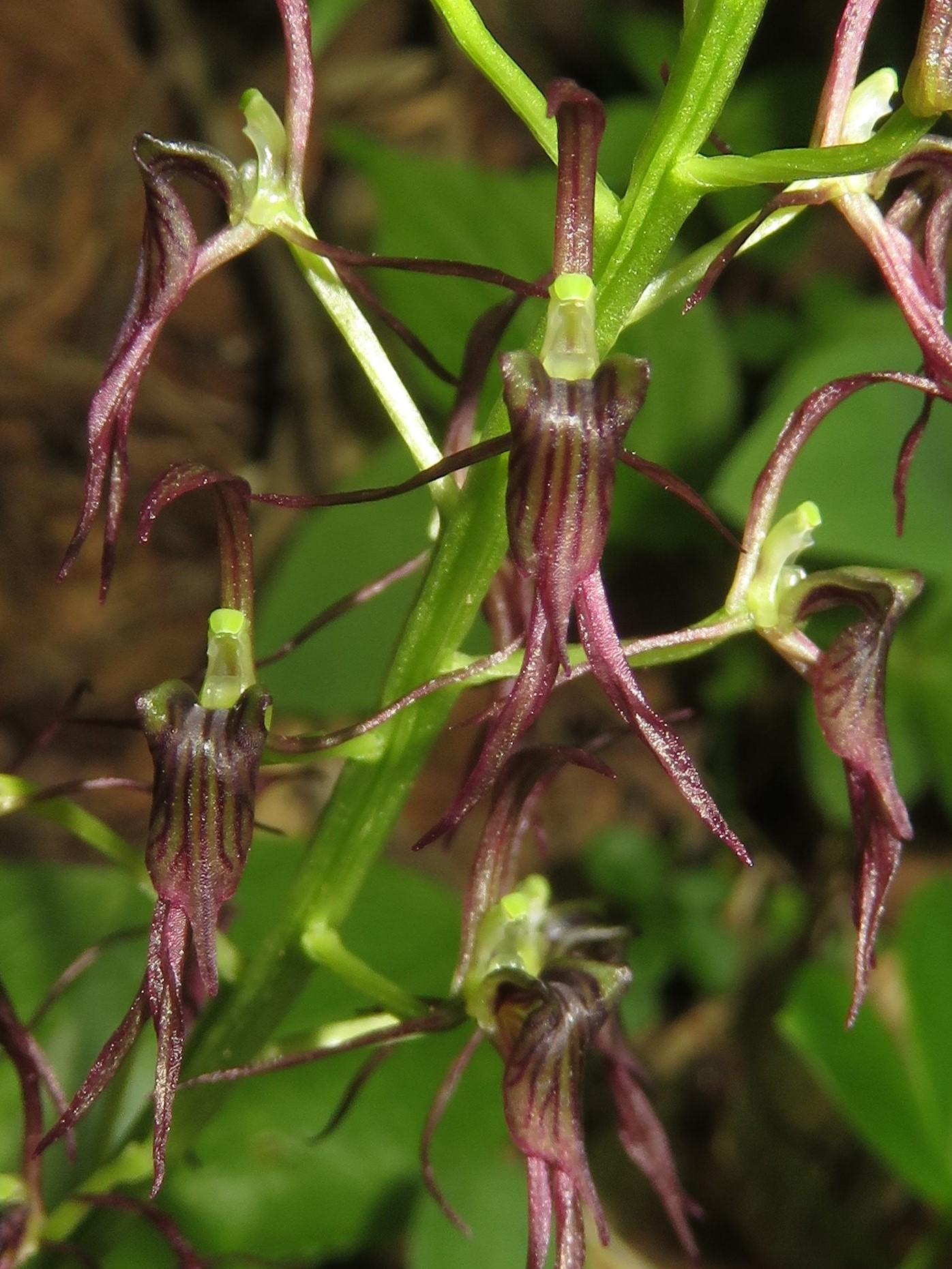
唇弁に紫褐色の縦筋がある。
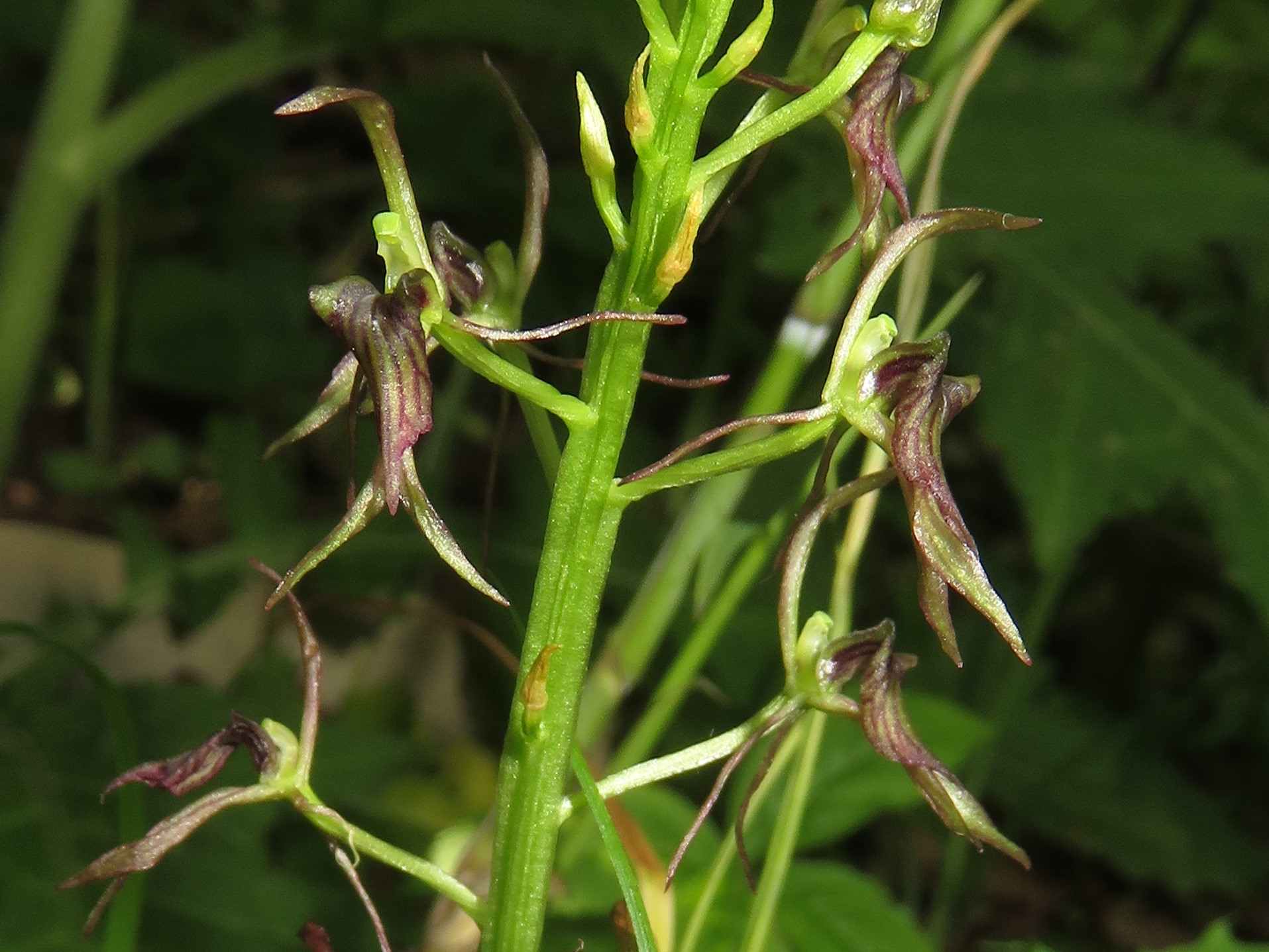
花の紫褐色がやや薄いもの。
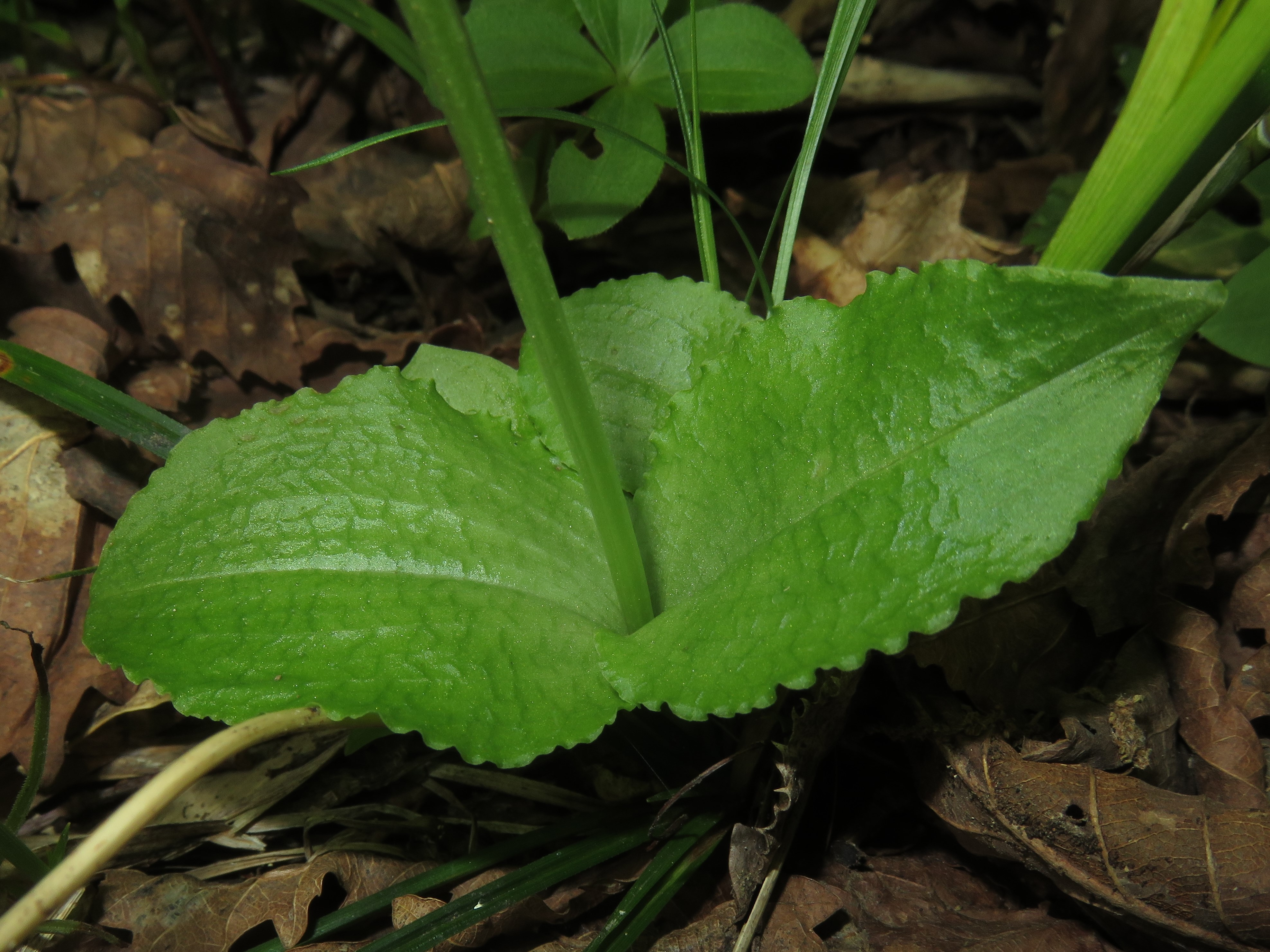
葉は網目模様が目立つ。